# Basílica de Nuestra Señora del Pilar
Basílica de Nuestra Señora del Pilar är en katedral i Zaragoza i Spanien. Det ligger i Provincia de Zaragoza och regionen Aragonien, i den nordöstra delen av landet, 270 km nordost om huvudstaden Madrid. 